# جی هارینگتون
جی هارینگتون (انگلیسی: Jay Harrington؛ زادهٔ ۱۵ نوامبر ۱۹۷۱) یک هنرپیشه اهل ایالات متحده آمریکا است.
از فیلم‌ها یا برنامه‌های تلویزیونی که وی در آن نقش داشته است می‌توان به تجدید دیدار آمریکایی اشاره کرد.